# Wilhelm Walliser
Wilhelm Walliser (* 22. oder 23. April 1831 in Riegel am Kaiserstuhl; † 1898) war ein badischer Bildhauer, der hauptsächlich in Freiburg im Breisgau wirkte.

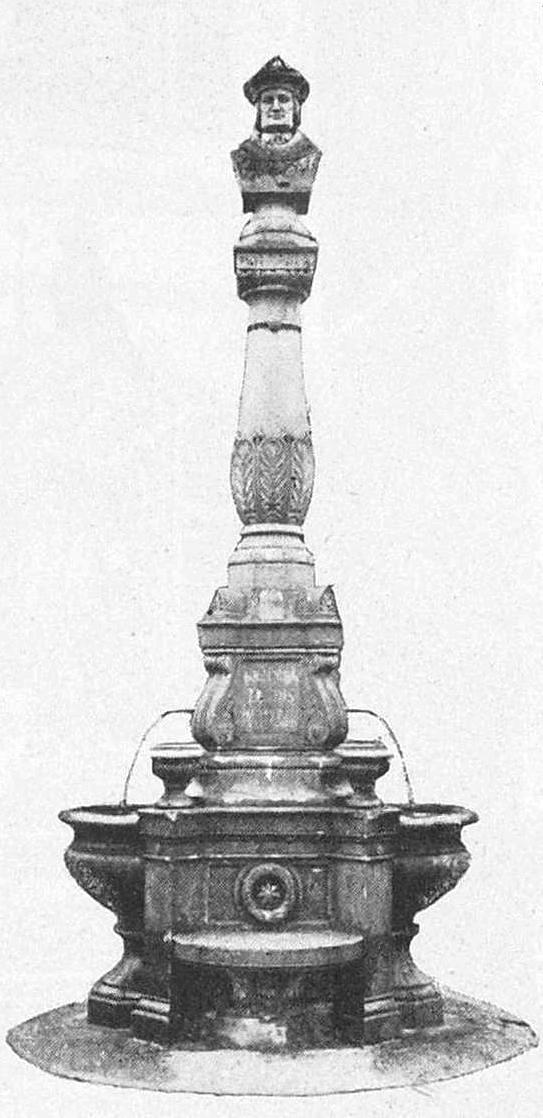
Zasius-Brunnen um 1900

Walliser, der Sohn eines Posamentierers, trat am 20. November 1850 im Fach Malerei in die Kunstakademie in München ein. 1859 entstand durch seine Hand neben drei Figuren auch der neugotische Hochaltar der Riegler Michaelskapelle. Walliser zog vermutlich 1862 nach Freiburg, wo er am 19. Mai 1864 heiratete.

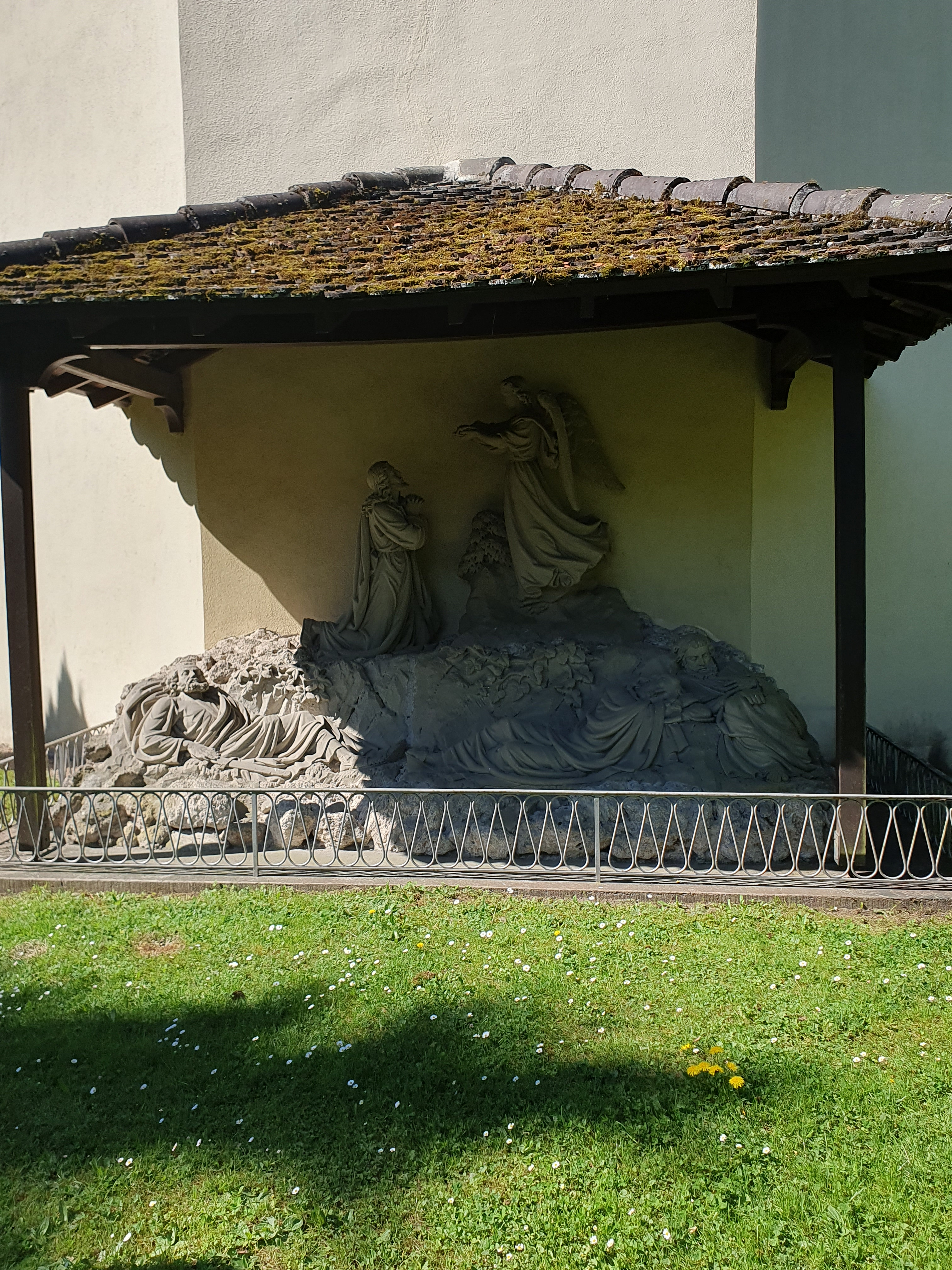
Der Ölberg an der Rückwand der Gottesackerkapelle in Waldshut

Eine Ölberggruppe in Lebensgröße schuf Walliser für den Alten Friedhof Waldshut, 1869 eine Madonna für jenen in Staufen-Grunern. Bei den meisten von Walliser erhaltenen Werken handelt es sich um Grabmäler, da er zu seiner Zeit „der gefragteste Grabsteinbildhauer“ Freiburgs war – nach Alois Knittel. Auf dem Alten Friedhof können ihm beispielsweise das Grab Welz († 1865/1840), das des Domkapitulars Fidel Haiz (1801–1872) sowie das des Karl Mutschler († 1863) zugeordnet werden. Letzteres entstand in Zusammenarbeit mit seinem Kollegen Karl Andelfinger.
Auf dem Freiburger Hauptfriedhof stammen von Walliser die Grabmäler der Familien A. Krebs und von Kageneck sowie das des erzbischöflichen Bauinspektors Franz Baer († 1891). Für Letzteres lieferte er jedoch lediglich das Gehäuse für das Bronzeporträt von Gustav Adolf Knittel.
Im Jahr 1868 schuf Walliser einen Brunnen mit einem Denkmal des Ulrich Zasius vor dem heutigen Berthold-Gymnasium, die ihm 750 Gulden einbrachte. Die Skulpturen am Kreuzweg der Lorettokapelle auf dem Lorettoberg von 1885 bis 1887 stammen ebenso von ihm, wie das Kniebis-Kreuz.
Walliser starb 1898 und erhielt lediglich ein Begräbnis dritter Klasse.
Walliser-Lehrling Joseph Zeiser aus Brumath erhielt 1890 den ersten Preis im Modellieren, 1890 und 1891 folgte Heinrich Hörner mit einer Belobigung an der Gewerbeschule. Ein weiterer Schüler Wallisers war der Holzbildhauer Joseph Dettlinger (1865–1937).